# 精工技研
株式会社精工技研（せいこうぎけん、英: SEIKOH GIKEN Co.,Ltd.）は、千葉県松戸市に本社を置く光通信製品などを製造、販売するメーカーである。

## 沿革
- 1972年6月 - 東京都大田区に株式会社精工技研を設立。
- 1974年10月 - 千葉県鎌ケ谷市初富1093番地に本社移転。
- 1980年6月 - 千葉県松戸市松飛台286番地の23に本社移転。
- 2000年7月 - 日本証券業協会に店頭登録銘柄として登録[2]。
- 2004年
  - 2月 - 本店所在地を千葉県松戸市松飛台296番地の1に変更。
  - 12月 - 日本証券業協会への店頭登録を取り消し、ジャスダック証券取引所に株式を上場。
- 2010年4月 - ジャスダック証券取引所と大阪証券取引所の合併に伴い、大阪証券取引所JASDAQに上場。
- 2013年7月 - 東京証券取引所と大阪証券取引所の統合にともない、東京証券取引所JASDAQ（スタンダード）に上場
- 2022年4月 - 東京証券取引所の市場区分の見直しにともない、東京証券取引所スタンダード市場に区分変更。
- 2024年10月 - 射出成形製造会社であるエムジーの全株式を取得し､連結子会社化すると発表[3]。